# NGC 7071
NGC 7071 ist ein Asterismus in Form eines Trapezes mit anhängender Sternenkette im Sternbild Cygnus. Er wurde am 18. September 1829 von John Herschel entdeckt.